# Montcourt
Montcourt é uma comuna francesa na região administrativa de Borgonha-Franco-Condado, no departamento de Alto Sona. Estende-se por uma área de 4,92 km². Em 2010 a comuna tinha 54 habitantes (densidade: 11 hab./km²).